# 1. deild islandzka w piłce nożnej (1987)
Sezon 1987 był 76. sezonem o mistrzostwo Islandii. Drużyna Fram nie obroniła tytułu mistrzowskiego, zdobył go natomiast zespół Valur, zdobywając trzydzieści siedem punktów w osiemnastu meczach. Po sezonie spadły zespoły Víðir Garður i FH.

## Drużyny
Po sezonie 1986 z ligi spadły zespoły Breiðablik i ÍB Vestmannaeyja, z 2. deild awansowały natomiast drużyny Völsungur Húsavík i KA Akureyri.
| Uczestnicy poprzedniej edycji                                                                                 | Uczestnicy poprzedniej edycji | Uczestnicy poprzedniej edycji | Uczestnicy poprzedniej edycji |
| --- | ----------------------------- | ----------------------------- | ----------------------------- |
| FRA | Fram                          | 1                             |                               |
| VAL | Valur                         | 2                             |                               |
| ÍA | Akraness                      | 3                             |                               |
| KRE | KR                            | 4                             |                               |
| ÍBK | Keflavík                      | 5                             |                               |
| ÞÓR | Þór Akureyri                  | 6                             |                               |
| VGA | Víðir Garður                  | 7                             |                               |
| FH | FH                            | 8                             |                               |
| Awans z 2. deild                                                                                              |                               |                               |                               |
| VÖL | Völsungur Húsavík             | 1                             |                               |
| BRE | Breiðablik                    | 2                             |                               |
| Oznaczenia: - kolumna pierwsza – skróty nazw drużyn, - kolumna trzecia – miejsce zajęte w poprzednim sezonie. |                               |                               |                               |

## Tabela
| Lp. | Drużyna           | M  | Z  | R | P  | Bramki | Bramki | Różn. | Pkt | Uwagi                                    |
| --- | ----------------- | -- | -- | - | -- | ------ | ------ | ----- | --- | ---------------------------------------- |
| 1   | Valur (M)         | 18 | 10 | 7 | 1  | 30     | 10     | +20   | 37  | Puchar Europy • I runda                  |
| 2   | Fram              | 18 | 9  | 5 | 4  | 33     | 21     | +12   | 32  | Puchar Zdobywców Pucharów • 1/16 finału1 |
| 3   | Akraness          | 18 | 9  | 3 | 6  | 36     | 30     | +6    | 30  | Puchar UEFA • 1/32 finału                |
| 4   | Þór Akureyri      | 18 | 9  | 2 | 7  | 33     | 33     | 0     | 29  |                                          |
| 5   | KR                | 18 | 7  | 4 | 7  | 28     | 22     | +6    | 25  |                                          |
| 6   | KA Akureyri       | 18 | 5  | 6 | 7  | 18     | 17     | +1    | 21  |                                          |
| 7   | Keflavík          | 17 | 5  | 5 | 7  | 22     | 30     | −8    | 20  |                                          |
| 8   | Völsungur Húsavík | 18 | 4  | 5 | 9  | 20     | 32     | −12   | 17  |                                          |
| 9   | Víðir Garður (S)  | 18 | 3  | 8 | 7  | 20     | 33     | −13   | 17  | Spadek do 2. deild                       |
| 10  | FH (S)            | 18 | 4  | 4 | 10 | 22     | 34     | −12   | 16  | Spadek do 2. deild                       |

## Wyniki
| Gospodarz \ Gość  | ÍA  | FRA | FH  | KA  | KRE | ÍBK | VAL | VGA | VÖL | ÞÓR |
| Akraness          |     | 1:3 | 1:2 | 1:0 | 2:1 | 4:2 | 0:2 | 3:4 | 2:1 | 5:2 |
| Fram              | 4:4 |     | 2:1 | 0:1 | 1:1 | 0:0 | 1:0 | 3:1 | 6:0 | 1:3 |
| FH                | 0:1 | 0:1 |     | 0:0 | 2:1 | 2:1 | 1:3 | 0:0 | 3:3 | 4:1 |
| KA Akureyri       | 0:0 | 0:3 | 2:1 |     | 0:1 | 0:0 | 0:1 | 6:0 | 1:1 | 1:2 |
| KR                | 2:3 | 3:2 | 3:0 | 2:0 |     | 0:1 | 0:2 | 1:1 | 2:0 | 5:0 |
| Keflavík          | 2:5 | 0:2 | 1:0 | 1:1 | 1:1 |     | 1:2 | 0:0 | 0:1 | 2:0 |
| Valur             | 2:1 | 0:0 | 1:1 | 2:1 | 1:1 | 7:1 |     | 1:1 | 0:0 | 2:0 |
| Víðir Garður      | 0:0 | 1:1 | 5:2 | 0:1 | 2:0 | 1:3 | 1:1 |     | 2:3 | 1:3 |
| Völsungur Húsavík | 1:2 | 1:2 | 4:1 | 1:3 | 1:3 | 2:4 | 0:0 | 0:0 |     | 0:1 |
| Þór Akureyri      | 2:1 | 4:1 | 4:2 | 1:1 | 3:1 | 2:2 | 0:3 | 5:0 | 0:1 |     |

Źródło:  (ang.)
Objaśnienia:
1Drużyna gospodarzy jest wymieniona po lewej stronie tabeli.
Kolory: zielony – zwycięstwo gospodarzy, żółty – remis, różowy – zwycięstwo gości.

## Najlepsi strzelcy
| Bramki | Strzelcy              | Drużyna           |
| ------ | --------------------- | ----------------- |
| 12     | Pétur Ormslev         | Fram              |
| 9      | Halldór Áskelsson     | Þór Akureyri      |
| 8      | Sveinbjörn Hákonarson | Akraness          |
| 8      | Pétur Pétursson       | KR                |
| 8      | Jónas Hallgrímsson    | Völsungur Húsavík |
| 7      | 5 zawodników          | 5 zawodników      |
| 6      | 1 zawodnik            | 1 zawodnik        |
| 5      | 6 zawodników          | 6 zawodników      |